# Kobylníky (Chotilsko)
Kobylníky jsou samota, část obce Chotilsko v okrese Příbram ve Středočeském kraji. Nachází se asi čtyři kilometry jihovýchodně od Chotilska. Vesnicí protéká Vltava. Je zde evidována jedna adresa. V roce 2011 zde trvale nikdo nežil.
Kobylníky leží v katastrálním území Prostřední Lhota o výměře 10,02 km².

## Historie
Po roce 1850 byly Kobylníky součástí obce Prostřední Lhota. Vesnice byla zničena v padesátých letech v důsledku výstavby vodní nádrže Slapy. Název převzala chatová osada obce Chotilsko s jedním původním domem. Jako místní část obce Chotilsko byla opět zřízena 14. května 2007.

## Obyvatelstvo
| Rok            | 1869 | 1880 | 1890 | 1900 | 1910 | 1921 | 1930 | 1950 | 1961 | 1970 | 1980 | 1991 | 2001 | 2011 | 2021 |
| -------------- | ---- | ---- | ---- | ---- | ---- | ---- | ---- | ---- | ---- | ---- | ---- | ---- | ---- | ---- | ---- |
| Počet obyvatel | 46   | 38   | 35   | 41   | 43   | 34   | 32   | 12   | 3    | 0    | 0    | 0    | 0    | 0    | 0    |
| Počet domů     | 6    | 6    | 6    | 6    | 7    | 7    | 7    | 7    | 7    | 0    | 0    | 0    | 0    | 0    | 0    |